# El noi sense color i els seus anys de pelegrinatge
El noi sense color i els seus anys de pelegrinatge (色彩を持たない多崎つくると、彼の巡礼の年 Shikisai o Motanai Tazaki Tsukuru to, Kare no Junrei no Toshi) és una novel·la de Haruki Murakami publicada el 2013i següent novel·la publicada després de 1Q84.

## Personatges
- Tsukuru Tazaki (多崎つくる; escrit col·loquialment com 多崎作): el protagonista. Té 36 anys, és solter. Li agraden les estacions de tren des de petit, i es dedica a dissenyar-les per una companyia de trens de Tòquio.

- Kei Akamatsu (赤松慶): un amic de l'escola del protagonista. Viu a Nagoya, on té un negoci d'èxit.

- oshio Oumi (青海悦夫): un altre company d'escola del protagonista. Viu a Nagoya, on ven cotxes de la marca Lexus.

- Yuzuki Shirane (白根柚木): també companya d'escola del protagonista. És professor de piano. Vivia a hammatsu abans de morir.

- Eri Kurono Haatainen (黒埜恵里; エリ・クロノ・ハアタイネン): és també companya de l'escola. Artista del fang (terrissaire), està casada amb un home Finés que va anar al Japó per aprendre l'ofici. Viu a Finlàndia.

- Sara Kimoto (木元沙羅): en Tsukuru n'està enamorat. És dos anys més gran que el protagonista. Treballa per una agència de viatges. Viu a Tòquio.

- Haida (灰田): un dels pocs amics de la universitat. Dos cursos més jove que el protagonista. Va desaparèixer abans de l'inici del nou semestre.

## Altres obres de l'autor
- Despietat país de les meravelles i la Fi del Món
- Tòquio blues
- Kafka a la platja
- 1Q84